# Tuna församling, Härnösands stift
Tuna församling var en församling i Medelpads kontrakt i Härnösands stift. Församlingen ligger i Sundsvalls kommun i Västernorrlands län, Medelpad. 2016 uppgick församlingen i Tuna-Attmars församling.

## Administrativ historik
Församlingen har medeltida ursprung.
Församlingen var till 1892 moderförsamling i Tuna och Attmar. Denna utökades 1 mars 1858 med Stöde församling, en utökning med omkring 1 400 personer. Från 1892 till 2016 utgjorde församlingen ett eget pastorat. 2016 uppgick församlingen i Tuna-Attmars församling.

## Kyrkoherdar
| 1337-     | Kaetilvastus                       |           |                                            |
| 1374      | Magnus                             |           |                                            |
| 1515      | Olaus                              |           |                                            |
| –1526     | Andreas                            | –1526     |                                            |
| 1530      | Per                                |           |                                            |
| 1542      | Olaff                              |           |                                            |
| 1543–1551 | Peder Andreae                      |           |                                            |
| 1551–1600 | Carolus Henrici (Bröms)            | –1600     |                                            |
| 1601–1633 | Johannes Caroli Bröms              | 1554–1633 |                                            |
| 1633–1655 | Carolus Johannis Bröms             | 1633–1655 |                                            |
| 1656–1660 | Jacob Holst                        |           | Senare kyrkoherde i Brunflo församling.    |
| 1661–1664 | Magnus Simonis Blix                | 1620–1664 |                                            |
| 1666–1694 | Olaus Andreæ Lidman                | 1624–1694 |                                            |
| 1694–1709 | Petrus Olai Kiörning               | 1658–1709 |                                            |
| 1710–1714 | Jonas Granholm                     | 1669–1714 |                                            |
| 1715–1717 | Joannes Wallander                  | 1669–1717 |                                            |
| 1718–1742 | Petrus Tigerstedt                  | 1672–1742 |                                            |
| 1744–1765 | Andreas Söderström                 | 1691–1765 |                                            |
| 1766–1769 | Johannes Joh. Löfmarck             | 1706–1769 |                                            |
| 1772–1785 | Nils Nordstrand                    | 1714–1785 |                                            |
| 1788–1817 | Eric Johan Dillner                 | 1749–1817 |                                            |
| 1819–1834 | Daniel Backman                     | 1769–1834 |                                            |
| 1836–1858 | Adolf Säve                         | 1800–1873 | Senare kyrkoherde i Mariestads församling. |
| 1860–1888 | Johan Thelberg                     | 1816–1888 |                                            |
| 1891–1908 | Johan Alexius Rydén                |           | Senare kyrkoherde i Ramsele församling.    |
| 1908–1917 | Axel Alfred Wilhelm Werner Ohlsson | 1848–     |                                            |

## Klockare och organister
| Ämbetstid | Namn         | Levnadstid | Övrigt                 |
| --------- | ------------ | ---------- | ---------------------- |
| 1793-1813 | Lars Allberg | 1761-      | Klockare och organist. |

## Kyrkor
- Tuna kyrka